# Hugo Friend
Hugo Friend (21 de julio de 1882-29 de abril de 1966) fue un atleta estadounidense, especialista en la prueba de salto de longitud en la que llegó a ser medallista de bronce olímpico en 1906.

## Carrera deportiva
En los JJ. OO. de Atenas 1906 ganó la medalla de bronce en el salto de longitud, quedando en el podio tras su compatriota el también estadounidense Myer Prinstein y el británico Peter O'Connor (plata).